# Старуха в аду
Стару́ха в аду́ (эст. Põrgu vanaeit) — персонаж эстонского народного эпоса «Калевипоэг». Жена Рогатого. Упоминается в тринадцатой, четырнадцатой и девятнадцатой песнях эпоса.

## Песнь тринадцатая
Возвращение с досками * В подземном царстве * Девушки в аду
Калевипоэг с грузом тяжёлых досок на плече спешит домой. Свернув в сторону озера Эндла он шагает вдоль болота и доходит до пещеры, перед входом в которую трое чернолицых парней варят что-то в котле. На расспросы Калевипоэга они отвечают, что готовят еду для своего хозяина — Рогатого, и всей его семьи:
Пищу бедную мы варим,
Для отца готовим ужин,
Для Рогатого — похлёбку,
Варево — его старухе,
Кашу — взбалмошным сестрицам,
Родичам — еду веселья!
... Как заправится Рогатый,
Нахлебается старуха,
Днище выскребет собака,
Кошка вылижет все чашки, —
Так рабам пойдут обмывки.
... Дочки кормятся блинами,
Что старуха замесила,
Испекла на адской печке.
Калевипоэг просит чернолицых поварят  указать ему дорогу к Рогатому и отправляется вглубь пещеры на его поиски. С трудом проползает он через узкие переходы и добирается до места, где за дверью жужжит прялка, и нежный девичий голос поёт песню о себе и своих родных сёстрах, княжеских дочках, которых раньше было много, и которые и сами были красивы, и одевались красиво и богато, да были счастливы. Калевипоэг пытается открыть дверь, но ни защёлка, ни засов, ни петли не поддаются — дверь стоит твёрже камня. И тогда Калевипоэг тихо поёт ответную песню, в которой рассказывает свою историю. Окунув, по совету девушки, правую руку в стоявшее у двери смоляное ведро, он получает безмерную силу и с треском срывает дверь с петель. Девушка поначалу пугается богатыря, но затем они начинают вдвоём плясать и играть, используя чудо-шапку и становясь ростом то выше, то ниже.
Пряха зовёт двух других сестриц и они продолжают веселиться вчетвером и играть в разные игры, решив перед этим:
— Запереть нам надо кухню,
Наложить на дверь щеколду,
Все засовы позадвинуть,
Чтоб не вышла к нам старуха,
Праздник наш не омрачила!
Наглухо замкнули кухню,
Где блины пекла старуха,
Билась та, как мышь в ловушке, —
Не могла войти к сестрицам.

## Песнь четырнадцатая
Зрелище подземного мира * Первый поединок с Рогатым * Обратный путь
Веселье Калевипоэга и трёх сестёр длится  всю ночь. Старуха по-прежнему заперта на кухне. На следующее утро девушки идут гулять с Калевипоэгом и показывают ему богатые владения Рогатого. Показывают ему кладовые, амбары и много разных горниц, в том числе серебряную горницу, где живёт Рогатый со своей женой:
Там ему — приют и отдых,
Ложе — для спины усталой.
День-другой он там проводит
Вместе со своей старухой,
Воротясь из дальних странствий,
Утомившись от похода.
Там, в серебряной парильне,
Холит муженька старуха,
Парит, веником стегает.

## Песнь девятнадцатая
Калевипоэг заковывает Рогатого в цепи * Счастливые времена * Празднество и книга мудрости * Вести о войне
Калевипоэг в тяжёлой битве побеждает Рогатого в аду, и заковывает его в цепи. В тайниках Рогатого набирает он четыре мешка с золотом, взваливает на плечи и пускается в обратный путь, к родному дому.
Лютая хозяйка ада,
Заскулила из-за печки,
Взвыла у котла похлёбки,
Ртом большим запричитала:
— Будет! будет! Заклинаю!..
Задохнёшься ты в долине,
Околеешь по дороге,
Пропадёшь в ольховой чаще
И сгниёшь среди берёзок...
Проклятия старухи Калевипоэг не слушает, упрямо идёт своим путём.